# 通知表

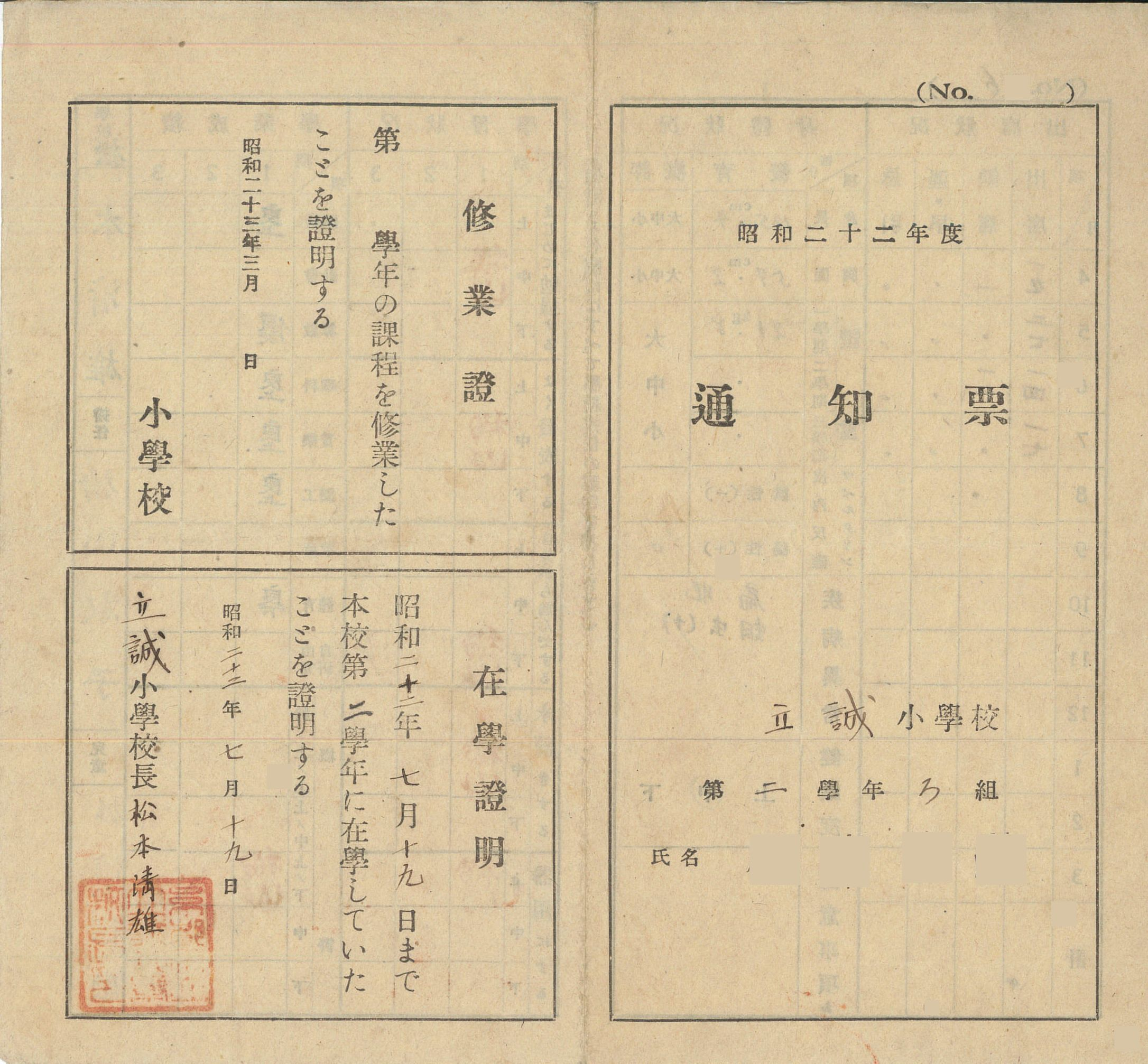
昭和22年の通知票

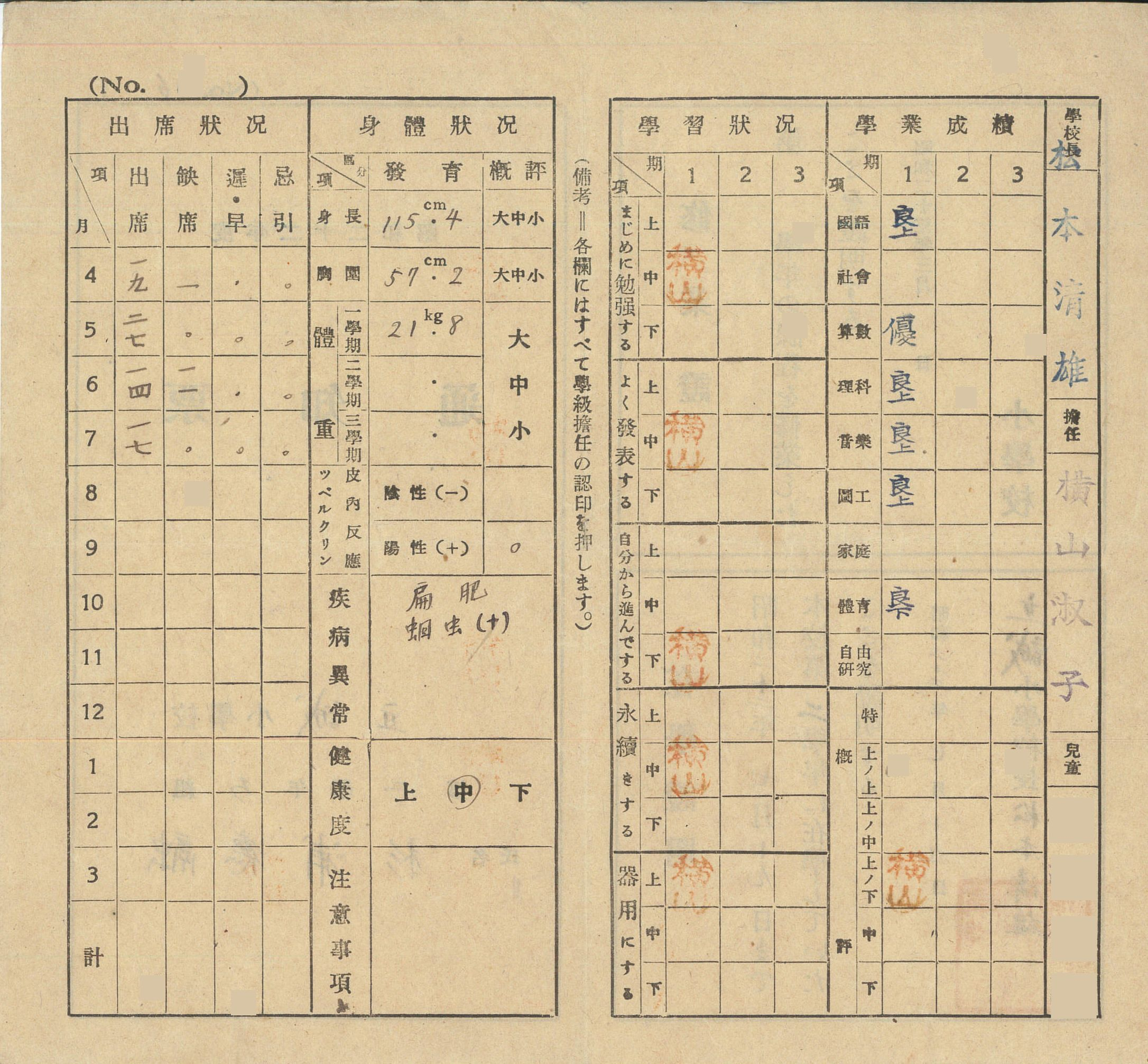
昭和22年の通知票

通知表（つうちひょう）は、学校等が幼児、児童、生徒の教科の成績評価や日常生活の記録などをまとめて通知する書類。児童や生徒本人を通じて保護者に通知されるが、アメリカ合衆国などでは家庭に直送される学校もある。

## 日本における通知表
日本における学校の通知表には、教科の成績や生活の記録などが記載される。名称は各学校によっては、通知表のほか通信表、通知簿、通信簿などと呼称したり、『のびゆく子』『あゆみ』『かがやき』『のびゆくすがた』のようなタイトルをつけたりしていることもある。
法定表簿である指導要録とは異なり、その作成は学校の任意である。したがって、通知表を発行しない学校も存在する。一例として、神奈川県の茅ヶ崎市立香川小学校では、児童の多くにとってモチベーションを高めることにつながっていないなどとして2020年に廃止を決め、代わりにノートやプリント、提出物への丁寧なコメント、児童本人や保護者とのこまめな会話などにより評価を伝えるようにしている。

### 記載内容
幼稚園などの就学前教育では主に生活（保育）の記録が記載される。小学校、中学校、高等学校などの初等教育・中等教育では、一般に教科の成績、特別活動や総合的な学習の時間の記録、出欠の記録が記載される。
一般に、教員（多くは学級担任）が以下の内容を記載する。
- 幼児・児童・生徒の氏名
- 校長や担任の氏名
- 各教科の観点別学習状況及び評定
- 特別活動（学級の係、児童会・生徒会活動、部活動・クラブ活動）の記録
- 総合的な学習の時間の記録
- 出欠の記録（忌引、出席停止、欠席、遅刻、早退など）
- 性格等の観察
- 健康状態
- 学級担任の所見
- 児童の体位

一般的な通知表には、校長（園長）、学級担任、保護者の押印欄が設けられている。また、家庭からの連絡欄が設けられていることもある。修了証書を兼ねていることもあり、その場合、学年末に校長印や学校印が捺印される。各教科の観点別学習状況および評定は5を最高とする5～1の5段階評定（A・B・Cの3段階評定、10を最高とする10～1の10段階評定も一部にある）が一般的に使われる。
なお、入学者選抜（入学試験等）について、通知表は基本的に、幼児・児童・生徒やその保護者に宛てた書類であるが、上級学校への進学の際に受験校に提出されるものとして、中学校・高等学校には調査書（内申書）が、小学校には報告書がある。通知表は受験時に使用することはあまりないが、一部の私立中学校では出願時に、報告書の代用として通知表のコピーを要求することもある。高等学校等や大学等の入学者選抜においては、指導要録に基づいて記載・発行された調査書が考査資料の一つとされ、通知表は、考査資料とはならない。
また、「通知表に記される評定」と「指導要録に記される評定」は、同一でない場合もある。特に相対評価を行っていた時期は、「1」の評定を通知表に記して学習者の意欲を失わせるのを避けるため、指導要録に「1」と評定を記し、通知表に「2」と評定を記す場合もあった。

### 歴史

#### 明治初期（明治10～20年代：1880年代）
1872年（明治5年）の学制導入により、日本の近代的教育制度が始まった。明治初期、学期ごとの試験は小学校でも厳格で、一定の成績に達しなければ落第だった。小学校の通知表は「定期試験採点正失表」「（定期）試験成績表」と呼ばれていた。たとえば、明治21年の小学校2年生相当の児童の定期試験成績表の成績欄には「読書25点中21点で失点4、習字15点中13点で失点2、算術16点中14点で失点2」とあり、「総計101点中84.5点（失点16.5）」と厳格につけてある。その通知表には「各級毎科の点数を通計し、その10分の9以上を得るを優等とし、2分の1以上を得る者を及第、以下を落第とす」と取り決めも書かれていた。この時代の学籍簿は明治14年（1881年）4月の文部省の「学事表簿様式および取調心得」によれば、生徒の成績を記入するようにはなっていなかった。

#### 明治33年（1900年）小学校令施行規則
明治32年（1899年）の文部省令でも学籍簿に生徒の成績を記録するようにはなっていなかった。しかし、明治33年（1900年）8月の文部省令「小学校令施行規則」で初めて学籍簿に生徒の成績を記入するようになった。第33条に「小学校に於いて各学年の過程の修了もしくは全教科の卒業を認むるには、別に試験を用うることなく、児童平素の成績を考査してこれを定むべし」と規定した。このときから学年ごとに「学業成績」「出席日数」「身体の状況」などが記入されるようになった。その時代の通知表は「甲乙丙」の大雑把なものだった。

#### 昭和13年（1938年）
学籍簿の規定に「注意事項」を追加し「学業成績中、教科目の成績は10点法により、操行は優良可の区別により記入すること」となった。このとき学籍簿は10点法、成績表は甲乙丙で付けられ、2種類の成績の付け方に分かれることとなった。その結果通知表も10点法でつける小学校と、従来の甲乙丙でつける学校とに別れた。

#### 昭和16年（1941年）
小学校が国民学校に改称され、学籍簿の10点法はわずか3年で廃され優良可の評語に切り替えられた。文部省普通科学務局長の発した「記入上の注意」には、以下のように定められた。
- 各科目の成績は、平素の状況を通じ、その修得、考察、処理、応用、技能、観賞、実践および学習態度等の各方面よりこれを総合評定し、優、良、可の区別により記入すること。
- 当該学年相応の程度に修め得たりと認めらるもの……良
- 良のものに比し、優れたりと認めらるもの……優
- 良の域に達せずと認めらるもの……可
- 優のうち著しく秀でたるものには、秀の評語を与えうること……秀

などと定めた。この際、「日本国民はすべて優秀でなければならない。不可をつけることのないように」と通達された。「不可」という否定的な評語は使用しないように配慮したのである。この時代まで優良可の割合は決められていなくて、クラス全員がよく出来れば全員に甲や優をやったり、丙や可をつけなくても良かった。

#### 昭和18年（1943年）
文部省国民教育局長の通達で「成績評定の評語の割合を都、道、府、県において制定し居るものはこれを廃すること」と優良可の人数の割合を独自に定める学校があることに対してこれを禁じた。

#### 第二次世界大戦後（1945年以降）
学籍簿が指導要録と改称される。アメリカ式の教育制度が持ち込まれ、成績は「五段階相対評価でつけるのが科学的で客観的な方法だ」という考えが支配的になった。

#### 昭和30年（1955年）
指導要録に学籍簿の性格を持たせるように文部省が「通達」を出した。このときの通達には子どもの成績を比較しランク付けして評価するという「相対評価」が持ち込まれた。
割合は「5」が7％、「4」が24％、「3」が38％、「2」が24％、「1」が7％となるように評価され、40人学級では「5」は最大3人だった。「2」が多い状態を「アヒルの行列」と呼ぶことも。相対評価は機械的で、児童や生徒の努力が報われないと批判があり、後の絶対評価への変更につながる。

#### 平成14年（2002年）以降
2002年度（平成14年度）施行の学習指導要領において、総合的な学習の時間の実施や、教科における成績の評価方法が、それまでの相対評価から絶対評価に変更されるなど、様々な改定が行われた。これにあわせ、多くの学校では通知表の様式の変更を行うなどの混乱が生じた。
公立学校で通知表評価方法が相対評価から絶対評価に変更されたことにより、評価がまちまちとなった。そのため、評価のインフレ（1が少なく5が多い。例えば千葉県は、相対評価時に比べ5の割合は3倍となった）や、評価と生徒の学力とが一致しない状況が発生するようになった。さらに、学校や地域によっても評価の平均値は異なり、評価の格差が生じるようになった（学校によって、評価平均が1違うことも）。言ってしまえば「今の通知表では、親は子どもの学力を把握できない。要するに、学校や教師は説明責任を果たしていないということだ」より引用といった状況となっている。
要因としては
- 成績よりも授業中の態度などが評価されるようになり、教師の主観に左右されるようになった[19][20]（ただし、評価方法の変更により生徒をよりきめ細かく見る必要が生じたため、教師の業務負担も増加している[21]）
- 各評価ごとの制限人数の縛りが無くなった[20]

等が挙げられる。
もちろん絶対評価にも利点があるため、「絶対評価は残した方が良い」としながらも、「成績を甘くつければ高校入試が有利になる制度はおかしい。均一的で客観的な評価基準を徹底すべきだ」より引用（草野一紀全日本中学校長会会長）、「通知表が信頼できない以上、各自治体は到達度テストを導入すべきではないか」より引用（森上教育研究所所長　森上展安）といった指摘がある。また、公立学校の中には、千葉県や熊本県など、独自に評価を補正する動きも出ている。
文部科学省の中央教育審議会でも、見直し検討の必要性が答申で指摘されている。
教員の事務を効率化するために成績評価の電子化が進むが、計算式の設定ミスや名簿のずれなど全国的にミスが見られる。また、所見欄の手書きが消えつつある。

## 欧米における通知表

### アメリカ合衆国
アメリカ合衆国の教育評価については州や教育区などで異なるが、通知表（通信簿、report card）を発行しているときは学期末や学年末に本人に渡すか家庭に直送されるのが一般的で、中間段階で渡している学校も多くある。その形式は用途により異なり、一般的には伝統的なアルファベットの5文字評定によるもの、学期末や年度末に通知する文章を付けたもの、保護者面談用がある。

### デンマーク
デンマークの教育では義務教育段階7年生まで通知表による通知はない。義務教育段階8年生以降は13段階の絶対評価による通知表がある。後期中等教育課程にも通知表がある。ただし、日常の学力向上には通知表ではなく週単位の「logbog」という学習記録帳（学習日誌）のほうが有用と考えられている。

### オランダ
オランダの教育では通知表は進級の可否判定の記録の性格を有する。通知表の形式は一様でないが、通知表は相対評価をとらない。